# Розова сьомга
Розовите сьомги (Oncorhynchus rhodurus) са вид актиноптери от семейство Пъстървови (Salmonidae).
Таксонът е описан за пръв път от Дейвид Стар Джордан през 1925 година.